# Irving Reiner
Pour les articles homonymes, voir Reiner.
Irving Reiner (8 février 1924, Brooklyn, New York – 28 octobre 1986) est un mathématicien américain. Professeur à l'université de l'Illinois à Urbana-Champaign, il travaillait sur la théorie des représentations. Il a résolu le problème de déterminer quels groupes abéliens avaient un nombre fini de modules indécomposables. Son livre avec Charles W. Curtis a été pendant de nombreuses années l'ouvrage standard sur la théorie des représentations.

## Sélection de publications
- (avec Charles W. Curtis), Representation theory of finite groups and associative algebras, AMS Chelsea, 1962, 689 p. (ISBN 978-0-8218-4066-5, lire en ligne) lien Math Reviews (rééd. John Wiley & Sons, coll. « Pure and Applied Mathematics » (n° 11), 1988)
- (avec Charles W. Curtis), Methods of representation theory, vol. 1, John Wiley & Sons, 1981 (ISBN 978-0-471-18994-7) lien Math Reviews